# مارکو آیلند (فلوریدا)
مارکو آیلند (به انگلیسی: Marco Island) شهری در شهرستان کلیر، فلوریدا است که در سال ۱۹۹۷ بنیان‌گذاری شده‌است. این شهر طبق سرشماری سال ۲۰۱۰ میلادی، ۱۶٬۴۱۳ نفر جمعیت داشته و مساحت آن نیز ۴۴٫۳ کیلومتر مربع است.